# شعار مقدونيا الشمالية
شعار مقدونيا الشمالية يتكون الشعار الوطني لمقدونيا الشمالية من إكليلين منحنيين من القمح وأوراق التبغ وثمار خشخاش الأفيون، مربوطة بشريط مزين بزخارف من الزخارف الشعبية المقدونية التقليدية. في الوسط الإطار يصور الجبل وبحيرة وشروق الشمس.